# Кошелев, Евгений Иванович
Евге́ний Ива́нович Ко́шелев (15 октября 1930 — 3 января 2020) — советский волейболист, игрок сборной СССР (1952). Чемпион мира 1952. Нападающий. Мастер спорта СССР.
Выступал за команды: до 1956 — «Буревестник»/МАИ (Москва), 1957—1962 — «Даугава»/СКИФ/«Радиотехник» (Рига). Четырёхкратный серебряный призёр чемпионатов СССР (1954, 1956, 1960, 1962). Серебряный призёр первенства СССР и Спартакиады народов СССР 1956 в составе сборной Москвы.
В составе сборной СССР в 1952 году стал чемпионом мира. Умер в январе 2020 года последним из чемпионского состава 1952 года.